# Sefro
Sefro är en ort och kommun i provinsen Macerata i regionen Marche i Italien. Kommunen hade 438 invånare (2018).